# Жестен, Николя
Николя Жестен (фр. Nicolas Gestin; род. 14 марта 2000, Tréméven) — французский спортсмен, выступающий в гребном слаломе на каноэ, олимпийский чемпион 2024 года в слаломе C-1.

## Карьера
Жестен начал заниматься греблей в местном клубе, Canoë Kayak Club Quimperlé. Попал в свою первую юниорскую команду в 2016 году, заняв 5-е место в личном зачёте на юниорском чемпионате мира в Кракове, а также завоевав бронзу в командных соревнованиях C1. Николя получил 1000 евро от сообщества Quimperlé, для международных поездок. В августе 2016 года он вывихнул плечо, из-за чего пропустил юниорские европейские соревнования 2016 года и отбор в команду 2017 года. Прорывной сезон Жестина стал его последним юниорским сезоном, в котором он завоевал четыре медали и вышел в два финала Кубка мира. На юниорском чемпионате Европы 2018 года он завоевал серебряную медаль в категории C1 и в команде C1, а затем золото в команде C1 и бронзу в личном зачёте на юниорском чемпионате мира 2018 года в Ивреа.
Первыми гонками Николя на уровне взрослых спортсменов стали два последних Кубка мира сезона 2018 года, где он попал в оба финала, заняв 8-е и 10-е места в Тацене и Ла Сеу соответственно. На Кубке мира 2020 года в Тацене он завоевал серебряную медаль. До 2021 года Жестена тренировала вице-чемпионка мира 1993 и 1995 годов Анн Бойксель, а сейчас — тренер сборной Франции Арно Броньяр. Он участвовал во французских отборочных испытаниях на летние Олимпийские игры 2020 года, заняв 6-е место. Жюстен занял 5-е место на чемпионате Европы 2021 года в Ивреа.
На чемпионатах мира завоевал три медали: две золотые (команда C1: 2021, 2023) и одну серебряную (C1: 2023).
На чемпионате мира 2021 года он занял 4-е место в категории C1.
В 2022 году Жестен выиграл общий зачет Кубка мира в классе C1.
На летних Олимпийских играх 2024 года выиграл золотую медаль в классе C1.